# Stabæk Fotball (Frauenfußball)
Stabæk Fotball Kvinner (kurz: Stabæk FK; norw.: Stabæk Frauenfußball) ist ein norwegischer Frauenfußball-Verein aus Bærum. Der Verein gewann als Asker SK sechsmal die nationale Meisterschaft und stieg 2006 wieder in die erste Liga auf. Zur Saison 2009 wurde der Verein in den Club Stabæk IF eingegliedert.

## Geschichte
Am 14. Dezember 1889 wurde der Asker Skiklubb (kurz: Asker SK) gegründet. Anfangs war der Club ein reiner Skisport-Verein, aber nach und nach kamen andere Abteilungen hinzu.
Die Frauenfußballabteilung konnte 1984 den ersten Titel holen. Im Pokalfinale wurde Sprint/Jeløy mit 2:1 geschlagen. Insgesamt wurde der Club fünfmal Pokalsieger und stand sieben weitere Male im Pokalfinale. Die Meisterschaft wurde sechs Mal gewonnen. 1991 wurde sogar das Double nach Asker geholt. Einen einsamen Rekord stellte die Mannschaft in der Saison 1998 auf, als der Club alle Meisterschaftsspiele gewann. Bis heute ist dieses Kunststück keinem anderen Club wieder gelungen.
Am 6. Dezember 2000 machte sich die Frauenfußballabteilung unter dem Namen Asker FK selbständig. Nach der Jahrtausendwende hielt sich Asker FK in der Spitzengruppe, wurde aber von Kolbotn IL und Trondheims-Ørn SK überholt. 2005 wurde dem Verein aus finanziellen Gründen die Lizenz verweigert und Asker FK musste den Abstieg hingennehmen. Der Mannschaft gelang jedoch der sofortige Wiederaufstieg. Im Pokal sorgte die Mannschaft für Furore und unterlag Røa IL erst im Finale mit 2:3 Toren. Nach dem Aufstieg wurde die Mannschaft auf Anhieb Dritter und verpasste die Meisterschaft nur knapp.
Nach erneuten finanziellen Problemen gliederte sich der Verein dem Club Stabæk IF an. Unter diesem Namen wurde die Mannschaft 2010 ungeschlagen Meister. Im Jahr 2013 sicherte man sich zwei Spieltage vor Saisonende zum achten Mal die Meisterschaft. Zudem wurde dreimal in Folge (2011, 2012, 2013) der Pokal gewonnen.

## Erfolge
- Norwegischer Meister (8): 1988, 1989, 1991, 1992, 1998, 1999, 2010, 2013
- Norwegischer Pokalsieger (8): 1984, 1990, 1991, 2000, 2005, 2011, 2012, 2013